# Kanalstrahlen
Kanalstrahlen ist eine historische Bezeichnung für positiv geladene Ionenstrahlung.
Kanalstrahlen haben ihren Namen durch die erste Methode ihrer Erzeugung erhalten: Die von einem elektrischen Feld in einem verdünnten Gas erzeugten und zur mit Löchern versehenen Kathode hin beschleunigten Ionen treten durch diese Löcher („Kanäle“) aufgrund ihrer Trägheit hindurch und können hinter der Kathode anhand ihrer Leuchterscheinungen nachgewiesen werden. Diese Kanalstrahlen aussendende Apparatur nennt man auch Geißlerröhre. Sie ist eine Ionenquelle.
Die Kanalstrahlen wurden 1886 von Eugen Goldstein entdeckt.

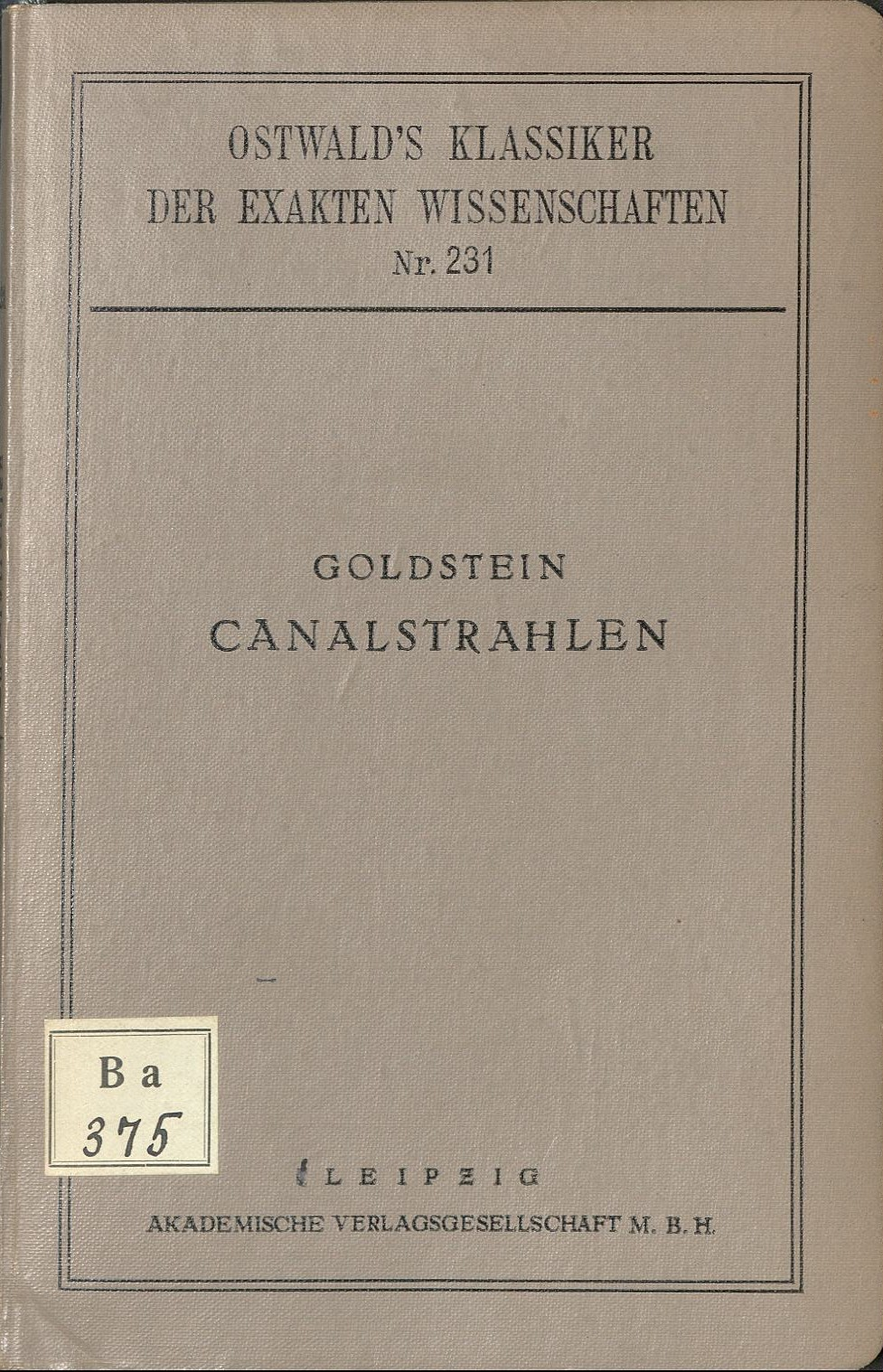
Canalstrahlen (Sammelband, 1930)